# Recommended Records
La Recommended Records (RēR) è un'etichetta discografica indipendente fondata nel marzo del 1978 a Londra dai musicisti e attivisti politici Chris Cutler e Nick Hobbes. L'azienda cura anche la distribuzione discografica del materiale proprio e di altre etichette indipendenti con le consociate RēR Megacorp (UK), RēR USA (USA) e Locus Solus (Giappone).
È nata per promuovere musica sperimentale proveniente da tutto il mondo basandosi esclusivamente sui contenuti artistici, senza preoccuparsi del lato commerciale, cercando di mantenere bassi i prezzi di vendita senza sfruttare i musicisti. Nel 1982 Cutler fondò la casa editrice November Books e nel 1985 la rivista di musica sperimentale RēR Quarterly, entrambe consociate a Recommended Records.

## Storia

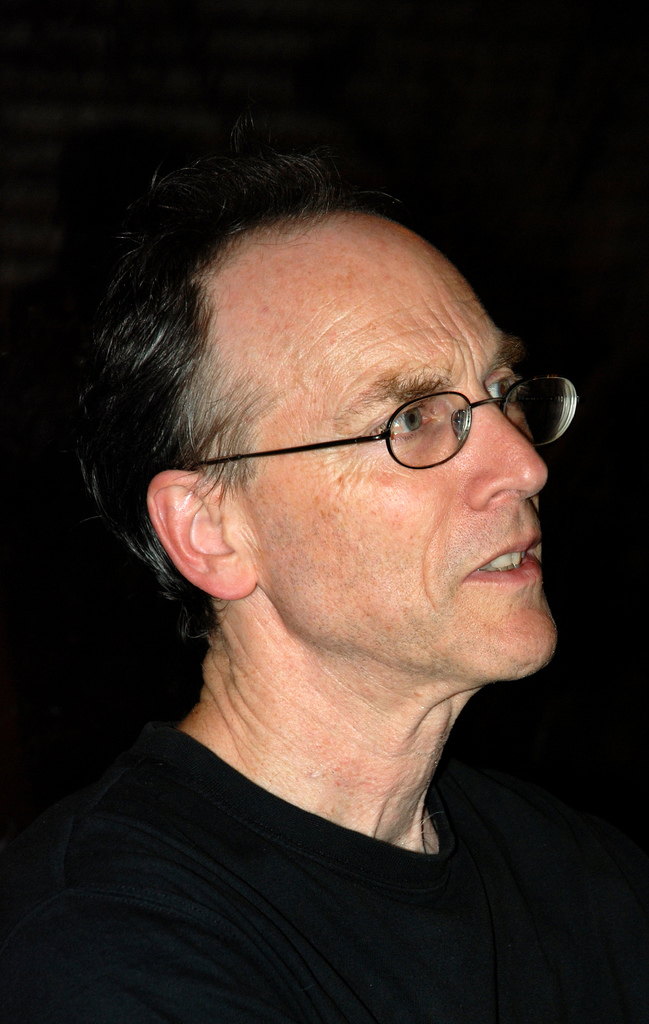
Chris Cutler, fondatore della RēR, nel novembre 2007

Durante le tournée tra il 1975 e il 1977 del gruppo di avant-progressive rock Henry Cow, i suoi membri incontrarono altri gruppi che come loro erano stati emarginati dalle maggiori etichette musicali, orientate a produrre musica che in quel momento aveva maggior successo commerciale come la disco music e il punk rock. Gli Henry Cow si sciolsero nel 1978 e il loro batterista Chris Cutler fondò l'etichetta indipendente Ré e la casa di distribuzione Recommended Distribution per promuovere i propri nuovi progetti musicali e quelli di nuovi gruppi sperimentali di tutto il mondo.
Quello stesso anno, alcuni gruppi con cui era venuto a contatto tra il 1975 e il 1977 si unirono a lui per formare Rock in Opposition (RIO), un festival in cui espressero il rifiuto delle logiche commerciali delle maggiori etichette, garantendosi visibilità presso il pubblico alternativo. In quel periodo fondò la Recommended Records per produrre e distribuire i lavori di questi gruppi. Verso la fine del 1979, RIO divenne un'organizzazione i cui membri continuarono a servirsi delle produzioni e distribuzioni della Recommended Records, anche dopo lo scioglimento di RIO due anni dopo.
Nel 1987, le etichette Ré e Recommended Records si unirono per formare la RēR, il cui ramo di distribuzione divenne una cooperativa. Gli ingenti debiti accumulati costrinsero Cutler nel 1989 a rifondare il ramo di distribuzione e l'etichetta come RēR/Recommended prima di prendere il nome RēR Megacorp, gruppo con il proprio sito internet in cui si possono acquistare i prodotti musicali ad esso collegati. La RēR Megacorp ha operato su scala mondiale avvalendosi anche di una rete di case di distribuzione ad essa collegate, promuovendo la carriera di sconosciuti musicisti. Nel 1994 ha avuto un fatturato di 180 000 sterline.

## Consociate
La Recommended Records ha lavorato con le seguenti consociate:
- Points East – per la pubblicazione di musica sperimentale in Europa centrale
- Freedonia – per la pubblicazione di album dei cechi Půlnoc, fuoriusciti da The Plastic People of the Universe
- Political Underground – per la pubblicazione di album degli Unrest Work and Play
- Fred Records – per la pubblicazione di ristampe di album e materiale inedito di Fred Frith

- This is! – etichetta fondata da Charles Hayward e Charles Bullen per la pubblicazione delle ristampre di This Heat
- Ad Hoc Records – consociata statunitense di RēR
- ADN - consociata italiana
- Locus Solus – Recommended Records Japan
- These Records – etichetta britannica

- RecRec Music – RēR Switzerland, consociata svizzera non più attiva
- Review Records – ReRe Germany
- No Man's Land – consociata tedesca non più attiva
- AYAA – Recommended France, consociata francese non più attiva
- Cuneiform Records – casa di distribuzione ed etichetta consociata statunitense

## Artisti
Di seguito alcuni tra i musicisti che hanno pubblicato lavori con la Recommended Records:
- AMM
- Paolo Angeli
- Matteo Ramon Arevalos
- Art Bears
- Peter Blegvad
- Brainville 3

- Lindsay Cooper
- Chris Cutler
- Faust
- Fred Frith
- Alfred Harth
- Henry Cow

- Tim Hodgkinson
- Elio Martusciello
- Roberto Musci
- R. Stevie Moore
- News from Babel
- John Oswald

- Zeena Parkins
- Slapp Happy
- Sun Ra
- Thinking Plague
- This Heat
- Giovanni Venosta